# Sucuk

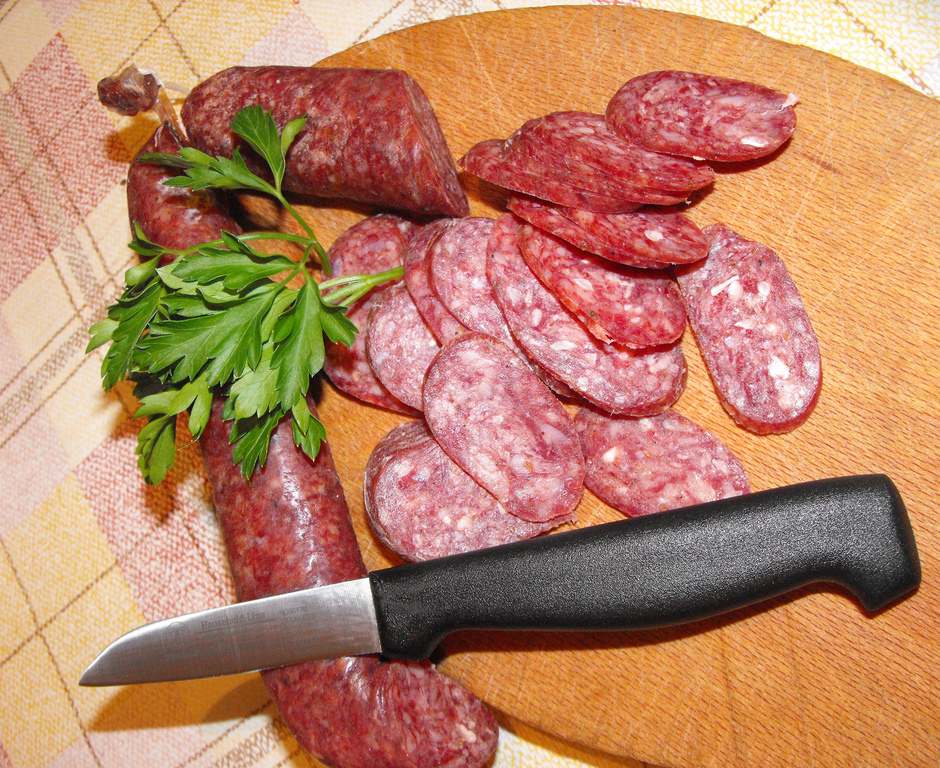
Sucuk.

El sucuk (árabe: سجق) es una salchicha seca condimentada, consumida en los Balcanes, Oriente Medio y Asia Central. El nombre procede del persa زیجک zījak, ‘tripa rellena’. El diccionario persa-inglés del siglo XIX escrito por Francis Steingass lo describe como «los intestinos de un cordero rellenos con carne picada, arroz, etcétera y aliñados».
Consiste en carne picada, normalmente de ternera, aunque se hace también con otras carnes, y especias variadas, incluyendo comino, zumaque, ajo, sal y pimentón, embutida en tripa, que se deja secar varias semanas. Puede ser más o menos picante, bastante salada y con alto contenido en grasa.
Suele cortarse en rodajas y cocinarse sin aceite adicional, resultando suficiente su propia grasa para freírlo. Para desayunar, se usa de forma parecida a la panceta o el spam. Se fríe en sartén, a menudo con huevos, acompañado de una taza caliente de té negro dulce. El sucuk también se usa en comidas con judías, o en algunos pasteles de ciertas regiones turcas. En Bulgaria el sucuk crudo en rodajas suele servirse con rakia u otra bebida de alta graduación. En el Líbano el sucuk cocinado en rodajas se emplea en sándwiches con salsa de ajo y tomate.

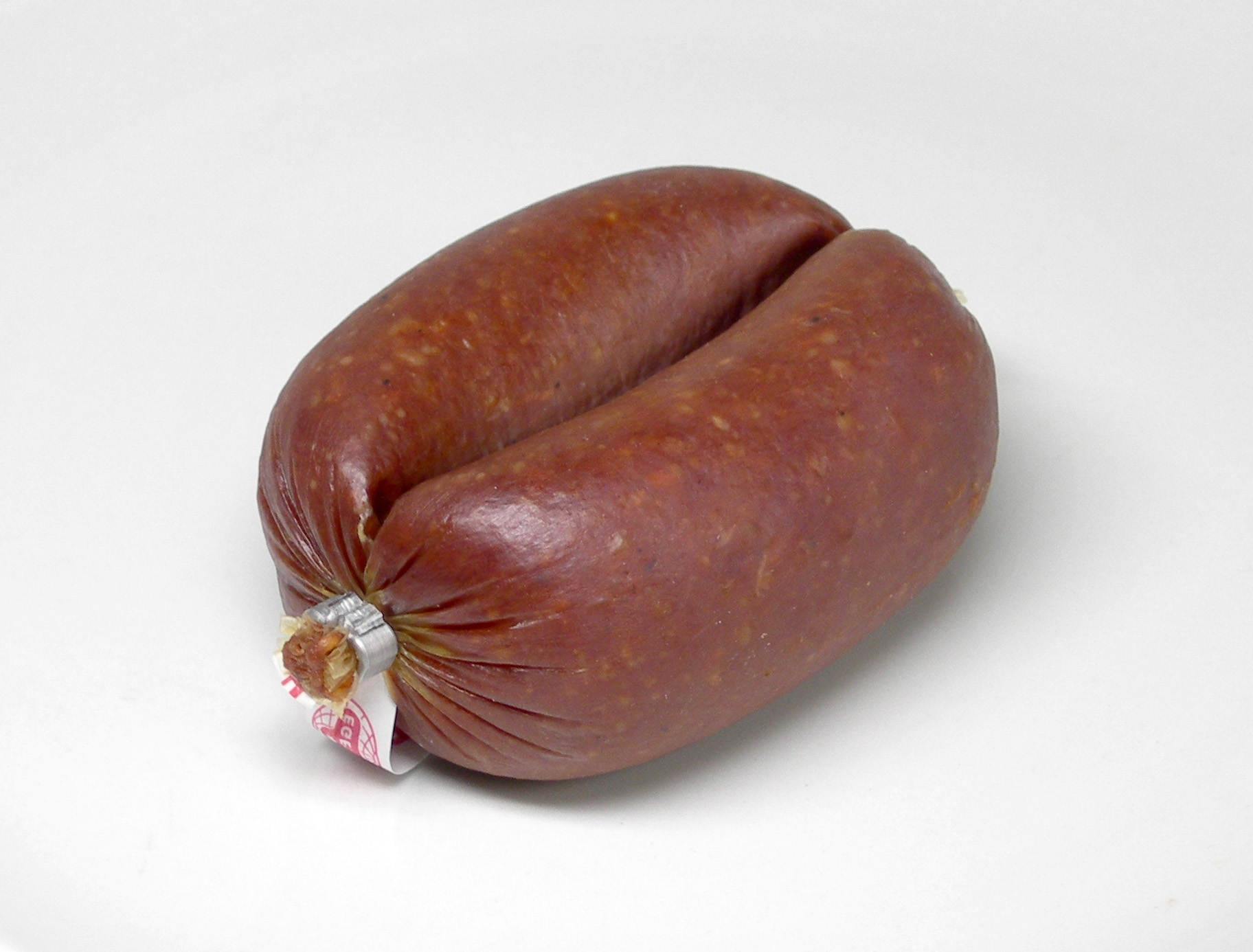
Variante turca, llamada parmak sucuk.

El sucuk se usa también habitualmente en pasteles salados de Irak, Siria, Israel y el Líbano. El sucuk shawarma también puede encontrarse a veces. Parecido a este, el sucuk döner fue también introducido en Turquía a finales de los años 1990.

## Nombre
El nombre turco "sucuk" ha sido adoptado sin cambiar en los lenguajes de la región incluyendo  en búlgaro: суджук, sudzhuk; en ruso: суджук, sudzhuk; gagauzo sucuk; en albanés: suxhuk; en rumano: sugiuc; Serbio/Croata/Bosnio sudžuk /cyџyk; Macedonio: суџук, sudžuk; en armenio: սուջուխ, suǰux; en árabe: سجق, sujuq‎; en griego: σουτζούκι, soutzouki. Y, de curso también es conocido por otros pueblos túrquicos: en kirguís: чучук, chuchuk; en kazajo: шұжық, shujiq.

## Dulce
Hay también una variante dulce con forma de salchicha llamado de la misma forma: sujuh (Armenio), soutzoukos (Grecia) o churchkhela (Georgia) que se prepara cosiendo nueces en una cadena, sumergiéndola en mosto de uva espesado y dejándola secar. En Armenia, se emplea también para hacer este postre, otros sabores como pueden ser: los sabores de frutilla, durazno, damasco, higo, y más.